# Torre della Vittoria
La Torre della Vittoria è un edificio storico di Ferrara che completa l'edificio del Palazzo Municipale e allo stesso tempo se ne distacca per la sua dimensione, per la sua ricostruzione dopo secoli dalla caduta della torre precedentemente situata nella stessa posizione e per le celebrazioni che la richiamarono esplicitamente anche nei filmati d'epoca fascista. Si trova all'angolo tra piazza Trento e Trieste e via Cortevecchia, all'inizio di corso Martiri della Libertà.

## Storia

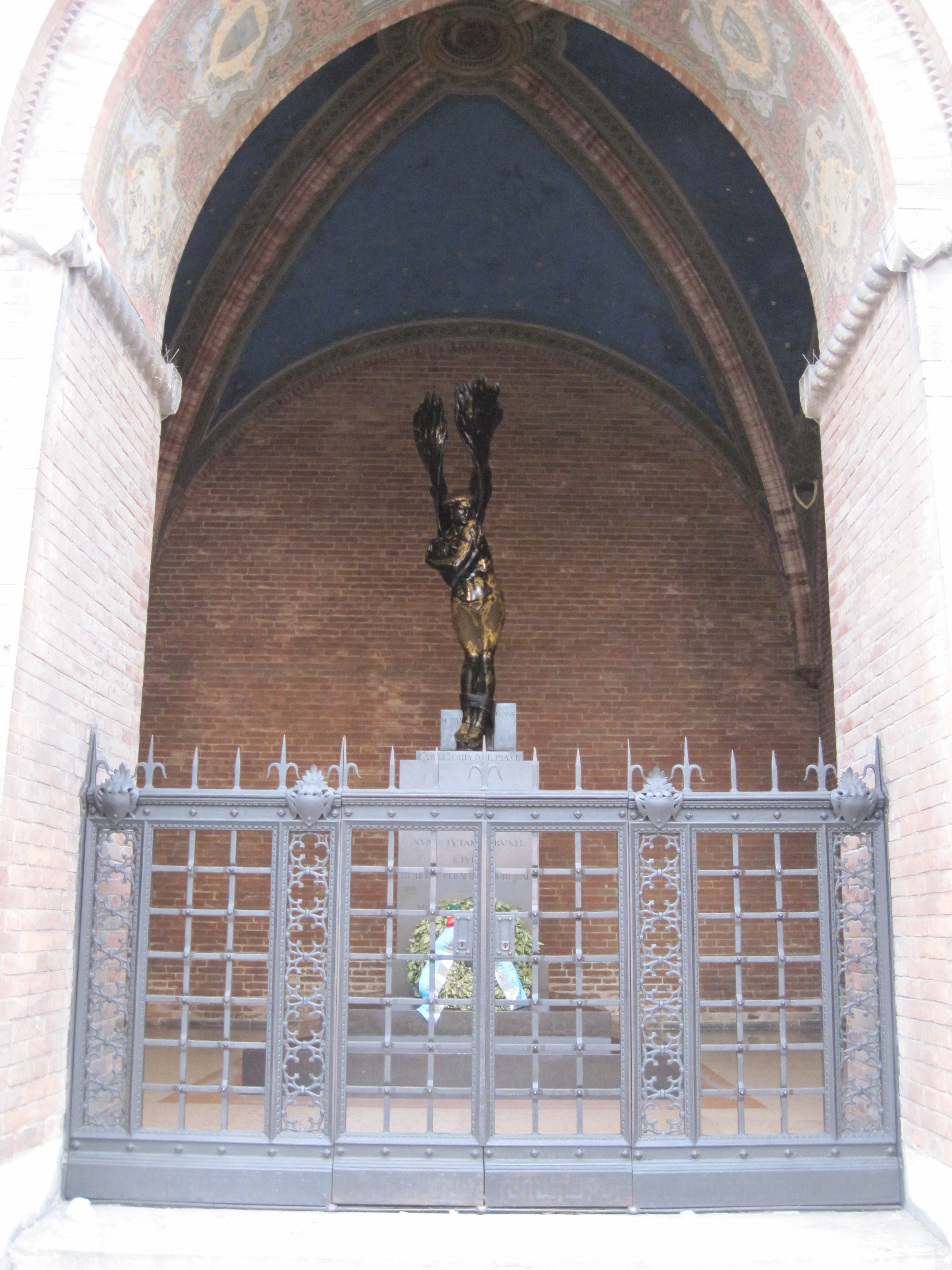
Torre della Vittoria, Loggia della statua della Vittoria del Piave, di Minerbi

Nell'ambito dell'azione finalizzata al recupero ed alla valorizzazione del patrimonio edilizio cittadino, iniziata nei primi anni venti, a Ferrara, che partì dal restauro di due edifici pubblici emblemi della città, e cioè il Castello Estense ed il Palazzo Municipale, si procedette ad un intervento radicale sulla facciata di quest'ultimo, quella rivolta verso il Duomo. In particolare venne eretta una nuova Torre della Vittoria, in sostituzione di quella originale, opera del Rigobello, che era crollata durante il sedicesimo secolo, nel 1570, all'inizio dello sciame sismico che colpì la città sino al 1574.
La volontà dell'amministrazione comunale fu, in quel momento, quella di recuperare l'antico aspetto del Palazzo Municipale per ricordare la gloria del periodo degli Estensi e, inoltre, di celebrare la Vittoria nel primo conflitto mondiale con un monumento commemorativo. Questo fu individuato nella statua in bronzo dorato La Vittoria del Piave di Arrigo Minerbi, che fu posto alla base della torre, copia su modello del 1917-1918. La decorazione dell'ingresso della Torre fu affidata nel 1927 a Giulio Medini, autore anche del rifacimento delle decorazioni esterne del Palazzo municipale.

## L'inaugurazione della Torre

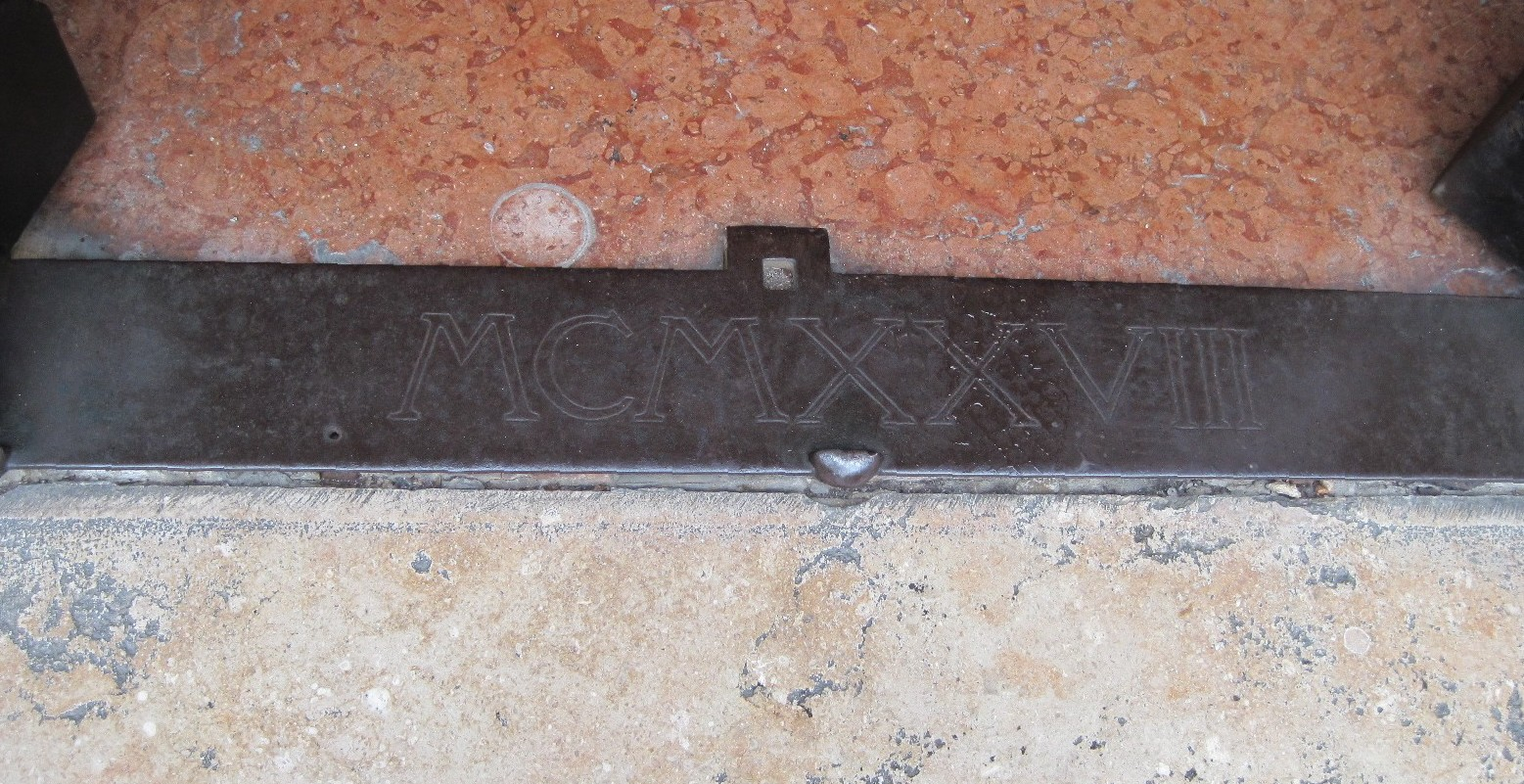
Torre della Vittoria, Ingresso loggia della statua della Vittoria del Piave, particolare

L'inaugurazione della Torre fu un momento celebrativo importante per il fascismo ferrarese, nel novembre del 1928, e per l'occasione oltre a Italo Balbo, Renzo Ravenna e alle principali personalità civili, militari e religiose, intervenne anche il re, Vittorio Emanuele III.

## Aspetti architettonici
Costruita su modello trecentesco, in stile gotico e con materiali che ricordano il castello estense, è alta 57 m e la sommità è merlata, come la ricostruita facciata del Palazzo Municipale.